# Vitronectina
La vitronectina (VTN) è una proteina codificata nell'uomo dal gene VTN, appartenente alla famiglia delle pessine (per omologie di sequenza con l'emopessina).
La vitronectina è una glicoproteina presente nel siero e nella matrice extracellulare. Essa promuove l'adesione cellulare e la diffusione, inibisce l'esito citolitico del sistema del complemento e si lega a diversi inibitori della serina proteasi (serpine). Essa è una proteina secreta ed esiste sia in una forma a catena singola sia troncata, in due catene tenute insieme da un legame disolfuro. La vitronectina è stato ipotizzato essere coinvolta nell'emostasi e nella malignità dei tumori.
Il recettore della vitronectina sulle piastrine, cellule vascolari endoteliali e muscolari lisce, è il target molecolare dell'abciximab, un antiaggregante inibitore della glicoproteina IIb/IIIa.
La vitronectina è una delle proteine più abbondanti nel sangue. Gioca un ruolo-chiave nella degenerazione maculare e in molte malattie degenerative come la malattia di Alzheimer e l'aterosclerosi. Variazioni dei livelli di pressione sanguigna favoriscono sottili cambiamenti di forma della proteina che facilitano il legame con gli ioni calcio e la creazione di placche calcificate di deposito. La conoscenza della struttura e della meccanica di questa proteina favorisce la scoperta di anticorpi in grado di bloccare selettivamente la formazione di tali placche.